# Jacob Axel Staël von Holstein
Jacob Axel Staël von Holstein var en livlandsk-svensk adelsmand – først og fremmest kendt som manden, der dræbte den dansk-norske søhelt Peter Wessel Tordenskiold i en duel. Hans adelsslægt havde tyske aner og stammede fra Livland, der dengang var et land bestående af den sydlige del af Estland og den nordlige del af Letland. På von Holsteins tid var landet styret af Sverige, på samme måde som Danmark i dag har Grønland og Færøerne under sig.
Da Sverige igennem mange år havde været en krigsførende nation, og von Holstein var ud af en krigerslægt, var han oberst i den svenske hær. Staël von Holstein var 40 år gammel under duellen med Tordenskiold, som kun var 30 år gammel, november 1720. Begge var de adelsmænd og skulle til en vis grad duellere om æren for de optrin, der var gået forud nogle dage tidligere.
von Holstein-slægten findes enddnu i to grene; én i Sverige og en anden i Tyskland. Da Tordenskiold i oktober 1990 ville have fyldt 300 år, fik man sammenbragt efterkommere af begge duellanter, og der kunne godt ses en vis lighed i deres ansigtstræk.